# Helena Snoek
Helena Snoek, född 1764, död 1807, var en nederländsk skådespelare. 
Hon var dotter till skepparen Joannes Snoek (död 1780) och Helena de Ruijter (död 1808) och syster till Anna Maria Snoek. Hon var engagerad vid Rotterdams amatörteater 1780-83, med sin make ledare för ett eget teatersällskap 1792-95, engagerad vid Rotterdamse Schouwburg 1793-95, och vid Amsterdamsche Schouwburg 1795-1806. Hon tillhörde de högst betalade aktörerna vid Amsterdams teater, spelade mödrar och hustrur och ersatte regelbundet stjärnan Johanna Wattier.